# Роберт Фергюсон
Роберт Ферґюссон (5 вересня 1750 — 17 жовтня 1774) — шотландський поет. Після формальної освіти в Університеті Сент-Ендрюс Ферґюссон вів богемне життя в Единбурзі, місті свого народження, тоді на піку інтелектуального та культурного бродіння як частини шотландського Просвітництва. Багато з його поезій, що збереглися, друкувалися з 1771 року в Weekly Magazine Walter Ruddiman, а зібрання творів було вперше опубліковано на початку 1773 року. Незважаючи на коротке життя, його кар'єра була дуже впливовою, особливо через її вплив на Роберта Бернса. Він писав як шотландською англійською, так і шотландською мовами, і саме його яскраве та майстерне письмо останньою лейдом є тим, за що він отримав головне визнання.

## Інтернет-ресурси
- Robert Fergusson Society
- Portrait of Fergusson[недоступне посилання з 01.12.2017] by Alexander Runciman in the National Gallery of Scotland
- Robert Fergusson is commemorated in Makars' Court outside The Writers' Museum, Lawnmarket, Edinburgh. Selections for Makars' Court are made by The Writers' Museum, The Saltire Society and The Scottish Poetry Library.
- Video footage of Robert Fergusson's grave
- 'The Collected Works of Robert Fergusson: Reconstructing Textual and Cultural Legacies'. University of Glasgow-based project, funded by The Leverhulme Trust.